# Newgate
Newgate a City of Londont körülvevő városfal (London Wall) hét kapujának egyike volt, ezen belül az egyik abból a hatból, amely keletkezése a római időszakra datálható. A kaputól a rómaiak idején út vezetett nyugat felé, Silchesterbe. Az eredeti római szerkezetet 1904-ben tárták fel. A kapu része volt két négyzetes alaprajzú őrtorony is. Valószínűsíthető, hogy Newgate már a városfalak előtt is létezett.
A megerősített kapu épületét a 12. századtól börtönnek használták, ahová egyaránt kerültek adósok és törvényszegők is. A kaput 1422-ben újjáépítették és kibővítették. 1555-ben egy tűzvészben elpusztult, de 1628-ban helyreállították. Az 1666-os nagy londoni tűzvész során ismét a lángok martalékává vált, hat évvel később, 1672-ben, azonban ismét újjáépítették. Ekkor került rá négy szobor is, melyek a Szabadságot, Békét, Bőséget, és a Harmóniát szimbolizálták. A kaput végül 1777-ben lebontották, a szobrok a börtön tulajdonába kerültek. A hírhedt börtön egészen 1904-ig működött.
A kapu nevét őrzi a mai Newgate Street, melynek nyugati végében állt egykor a kapu. Az utca nagyrészt a városfalakon belül húzódik, Cheapside-tól nyugat felé vezet, majd egyesül a Holborn Viaducttal.

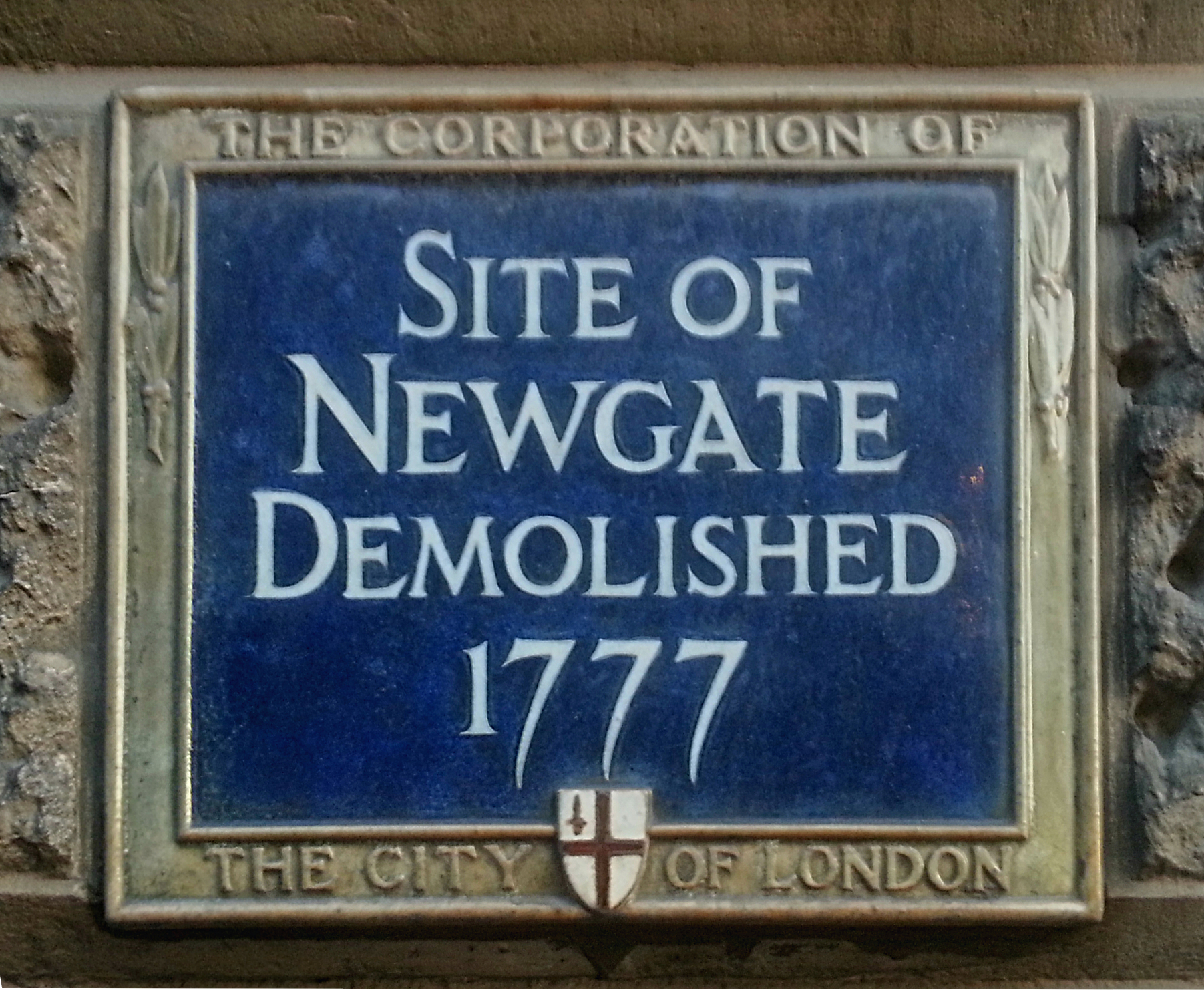
Newgate